# توزیع جامعه
توزیع جامعه یا توزیع جمعیت (به انگلیسی: Population distribution) در آمار به توزیع همهٔ مشاهدات امکان‌پذیر گویند.